# Falus
Falus je penis (zlasti v pokončnem položaju) , predmet, ki spominja na penis, ali mimetična slika pokončnega penisa. V umetnostni zgodovini je figura s pokončnim penisom opisana kot itifalna.
Vsak predmet, ki simbolično - ali natančneje ikonično - spominja na penis, lahko imenujemo tudi falus; vendar se takšni predmeti pogosteje imenujejo falični (kot v faličnem simbolu). Takšni simboli pogosto predstavljajo plodnost in kulturne posledice, povezane z moškim spolnim organom, pa tudi z moškim orgazmom.

## Etimologija
Izraz je izposojenka iz latinskega phallus, ki je sposojen iz grščine φαλλός (phallos), kar je končno izpeljava iz proto-indoevropske korenine *bʰel- 'napihovati se', 'nabrekniti'. Primerjaj s staronorveškim (in sodobnim islandskim) boli 'bik', staroangleškim bulluc 'bik', grškim φαλλή 'kit'.

## Arheologija
Hohlejev falus, 28.000 let star muljast falus, odkrit v jami Hohle Fels in ponovno sestavljen leta 2005, je med najstarejšimi znanimi faličnimi upodobitvami.

## Religija

### Stari Egipt
Falus je imel vlogo v Ozirisovem kultu v staroegipčanski religiji. Ko je bilo Ozirisovo telo razrezano na 14 kosov, jih je Set raztresel po Egiptu, njegova žena Izida pa jih je sestavila, razen enega, njegovega penisa, ki ga je pogoltnila riba; Izida mu je naredila leseno zamenjavo.
Falus je bil simbol plodnosti in bog Min je bil pogosto upodabljan kot itifaličen, torej s pokončnim penisom.

### Klasična antika
V tradicionalni grški mitologiji velja, da je Hermes, bog meja in izmenjave (popularno bog sel), falično božanstvo, ki ga povezujejo z njegovimi upodobitvami na hermah (stebrih) s falusom. Glede te upodobitve ni znanstvenega soglasja in špekuliralo bi se, če bi Hermesa imeli za boga plodnosti. Pan, Hermesov sin, je bil pogosto upodobljen kot pretirano pokončen falus.
Priap je grški bog plodnosti, katerega simbol je bil pretirani falus. Sin Afrodite in Dioniza je po Homerju in večini poročil zaščitnik živine, sadnih rastlin, vrtov in moških genitalij. Njegovo ime je izvor medicinskega izraza priapizem.
V mestu Tirnavos v Grčiji poteka letni festival Falus, tradicionalni dogodek, ki praznuje falus prve dni posta.
Falus je bil povsod v starodavni rimski kulturi, zlasti v obliki fascinum, faličnega čara. Na ruševinah Pompejev so nastali bronasti vetrni zvonovi (tintinnabula), v katerih je bil falus, pogosto v večkratnikih, za preprečevanje zlobnih oči in drugih zlonamernih vplivov. Kipi Priapa so podobno varovali vrtove. Rimski fantje so nosili bullo, amulet, ki je vseboval falični čar, dokler niso formalno postali polnoletni. Po besedah Avguština iz Hipona je kult očeta Liberja, ki je vodil državljanov vstop v politično in spolno moškost, vključeval falus. Falično božanstvo Mutunus Tutunus je spodbujalo zakonski seks. Sveti falos je bil med predmeti, ki so bili nujni za varnost rimske države in so bili v prid Vestalkam. Spolnost v antičnem Rimu so včasih označevali kot falocentrično.

### Antična Indija
Šiva, najbolj oboževano in grajeno moško božanstvo v hindujskem panteonu, se veliko pogosteje časti v obliki lingama ali falusa. Dokazi o lingamu v Indiji segajo v prazgodovino. Kamnite lingame z več vrstami stiliziranih 'glav' ali glavic do danes najdemo v številnih starih templjih in v muzejih v Indiji in v tujini. Slavni lingam 'v velikosti človeka' v templju Parašuramešvar v Gudimallamu v okrožju Čitor v Andra Pradešu, znanem kot Gudimallam Lingam, je visok približno 1,5 metra, izklesan v polirani črni granit. Je eden od obstoječih lingamov iz predbudističnega obdobja. Skoraj naturalistični velikanski lingam odlikujejo vidna, čebulna 'glava' in antropomorfna oblika Parašurame, vklesana v visok relief na jašku. Šiva Lingami v Indiji so se skozi stoletja po navadi vedno bolj stilizirali, obstoječi lingami izpred 6. stoletja pa kažejo, da so bolj nagnjeni k naturalističnemu slogu z jasno označenimi glavami.
Najzgodnejše upodobitve Šive kot lika v človeški obliki so itifalne, na primer na kovancih kraljestva Kušan. Nekatere figure do približno 11. stoletja našega štetja imajo pokončne faluse, čeprav postajajo vse bolj redke.

### Indonezija
Glede na indonezijske kronike Babad Tanah Jawi je princ Puger dobil kraljevsko moč od Boga z zaužitjem sperme iz falusa že mrtvega sultana Amangkurata II. Iz Matarama.
According to the Indonesian chronicles of the Babad Tanah Jawi, Prince Puger gained the kingly power from God, by ingesting sperm from the phallus of the already-dead Sultan Amangkurat II of Mataram.

### Butan
Falus je pogosto upodobljen na butanskih slikah.

### Antična Skandinavija
- Nordijski bog Freyr je falično božanstvo, ki predstavlja moško plodnost in ljubezen.
- Kratka zgodba Völsa þáttr opisuje družino Norvežanov, ki častijo ohranjen konjski penis.
- Nekateri runski kamni, na primer Stora Hammers in kamen Tängelgårda, so bili falični.

### Japonska
Svetišče Mara Kannon (麻 羅 観 音) v mestu Nagato v prefekturi Jamaguči je eno izmed mnogih svetišč na Japonskem, ki obstajajo še danes. Prisoten tudi na festivalih, kot so Danjiri Matsuri (だ ん じ り 祭) v Kišivadi v prefekturi Osaka, Kanamara Matsuri v Kawasakiju in Hōnen Matsuri (豊 年 祭, festival žetve) v Komakiju v prefekturi Aiči, čeprav je bilo v preteklosti čaščenje falusa bolj razširjeno.

### Balkan
Kuker je božanstvo, ki pooseblja plodnost, včasih je v Bolgariji in Srbiji pluralna božanskost. V Bolgariji se obredni spektakel pomladi (nekakšen karneval, ki ga izvaja Kukeri) odvija po scenariju ljudskega gledališča, v katerem Kukerjevo vlogo interpretira moški, oblečen v ovčjo ali kozjo kožo, oblečen v rožnato masko in opasana z velikim lesenim falusom. Med ritualom se različna fiziološka dejanja, vključno s spolnimi dejanji, razlagajo kot simbol božjega svetega zakona, medtem ko simbolična žena, ki je videti noseča, posnema bolečine pri rojstvu. Ta ritual odpira naloge na poljih (oranje, setev) in se izvaja v sodelovanju številnih alegoričnih osebnosti, med katerimi je tudi cesar s spremstvom.

### Švica
V Švici so morali heraldične medvede v grbu naslikati s svetlo rdečimi penisi, sicer bi se jim posmehovali, da so medvedi. Leta 1579 je koledar, natisnjen v St. Gallenu, izpustil genitalije iz heraldičnega medveda Appenzella, kar je skoraj privedlo do vojne med obema kantonoma.

### Amerike
Podobe Kokopellija in Itzamne (kot Majevskega koruznega boga) v predkolumbovski Ameriki pogosto vsebujejo falično vsebino. Poleg tega je bilo v klasičnih majevskih krajih dokumentiranih več kot štirideset velikih monolitnih skulptur (Xkeptunich), večina primerov pa se je zgodila v regiji Puuc v regiji Yucatán (Amrhein 2001). Uxmal ima največjo zbirko z enajstimi skulpturami, ki so zdaj nameščene pod zaščitno streho. Največja skulptura je bila najdena v Almuchilu, ki je meril več kot 320 cm v višino s premerom na dnu 44 cm.

### Razne sekte
Cerkev sv. Priapa (francosko: Église S. Priape) je severnoameriška nova religija, ki se osredotoča na čaščenje falusa. D. F. Cassidy, ki ga je v 1980-ih v Montrealu v Quebecu ustanovil, ima predvsem naslednike med homoseksualnimi moškimi v Kanadi in ZDA. S semenom se ravna tudi s spoštovanjem in njegovo uživanje je čaščenje. Seme je zaradi svoje božanske življenjske moči cenjeno kot sveto.

## Psihoanaliza
Simbolična različica falusa, falični simbol, naj bi predstavljala moške generativne moči. V skladu s teorijo psihoanalize Sigmunda Freuda, medtem ko imajo moški penis, nihče ne more imeti simboličnega falusa. Jacquesa Lacana Ecrits: Selection vključuje esej z naslovom The Signification of the Phallus , v katerem je spolna diferenciacija zastopana v razliki med 'biti' in 'imeti' falus, ki je za Lacana transcendentni označevalec želje. Moški so postavljeni kot moški, kolikor želijo imeti falus. Ženske pa si želijo biti falus. Ta razlika med imeti in biti pojasnjuje nekatere tragikomične vidike spolnega življenja. Ko ženska na področju označevalca postane falus, ki si ga moški želi, si ga neha želeti, ker si človek ne more želeti tistega, kar ima, in moški lahko privlači druge ženske. Podobno pa darilo falusa za žensko moškemu odvzame to, kar ima, in s tem zmanjša njeno željo.
Judith Butler v Gender Trouble raziskuje Freudove in Lacanove razprave o simbolnem falusu, pri čemer opozarja na povezavo med falusom in penisom. Piše: »Zakon zahteva skladnost s svojim pojmom 'narave'. Legitimnost pridobi z binarno in asimetrično naturalizacijo teles, v katerih falus, čeprav očitno ni enak penisu, penis uporabi kot svoj naturaliziran instrument in znak«. V delu Bodies that Matter, v svoji razpravi o nadalje raziskuje možnosti za falus v svoji razpravi The Lesbian Phallus’’. Če Freud, kot ugotavlja, našteje vrsto analogij in nadomestkov, ki retorično potrjujejo temeljno prenosljivost falusa s penisa drugam, potem se lahko za falus postavijo še številne druge stvari.

## Sodobna uporaba falusa
Falus se pogosto uporablja za oglaševanje pornografije, pa tudi za prodajo kontracepcije. Pogosto so ga uporabljali v provokativnih praktičnih šalah  in je bil osrednji fokus nastopov odraslega občinstva.
Falus je dobil nov nabor umetniških interpretacij v 20. stoletju z vzponom Sigmunda Freuda, ustanovitelja sodobne psihoanalize psihologije. En primer je Princesa X  romunskega modernističnega kiparja Constantina Brâncușija. Škandal je na Salonu ustvaril leta 1919, ko je princeso Marijo Bonaparte predstavil ali karikiral kot velik bleščeč bronasti falus. Ta falus verjetno simbolizira Bonapartejevo obsedenost s penisom in njeno vseživljenjsko prizadevanje za doseganje vaginalnega orgazma.
Za primere falične arhitekture si oglejte tudi natečaj Most Phallic Building.
- Ženska jaha faličnega mehaničnega bika na EXXXOTICA, New York 2009
- Kostum penisa na paradi leta 2005 v San Franciscu
- Spomenik revoluciji nageljnov, Lizbona, Portugalska